# 경주 마우나오션리조트 체육관 붕괴 사고
경주 마우나오션리조트 체육관 붕괴 사고는 2014년 2월 17일 대한민국 경상북도 경주시 마우나오션리조트에서 발생한 사고이다. 이 사고로 체육관에서 신입생 환영회 행사를 진행 중이던 부산외국어대학교 학생 9명과 이벤트업체 직원 1명 총 10명이 사망하였다.

## 전개
2014년 2월 17일 경주 마우나오션리조트에서는 부산외국어대학교에서 신입생 환영회 행사를 하고 있었다. 오후 8시 10분, 폭설로 인해 천장에 15톤의 눈이 쌓여 무대 앞 부분 천장부터 붕괴가 시작되었다. 당시에는 체육관 내 500여 명이 있었다.

## 논란

### 건축 공법에 관한 논란
마우나오션리조트의 체육관은 철제 구조에 샌드위치패널로 마감하는 PEB 공법으로 신축되었다. 그 외에 하중을 지탱하는 부분이 부실하게 지어졌다는 논란이 있다. 연세대학교 토목공학과 조원철 교수는 기둥을 제 멋대로 놓아 지은 사실을 지적하였다. 건축법상 경주시 지역에는 50 kg/m²의 적설 하중에 견디도록 되어 있다. 적설하중 기준 자체가 낮았던 것과 눈을 치우지 않은 것이 이후 굳어져 무게를 버티지 못한 것이 사고의 한 원인이었다. 또한 설계도와 다르게 지붕이 건설된 부분이 발견되었다. 전문가는 설계도대로 지었다면 폭설을 버텼을 가능성이 컸다고 볼 수 있다고 밝혔다. 경찰은 이 부분에 대해 수사에 들어갔다.

### 대학교에 관한 논란
신입생 환영회 장소 선정 과정에서의 문제점도 지적되었다. 부산외국어대학교 측에서는 캠퍼스 이전 때문에 재정적 지원이 어려워지면서 새로 이전한 캠퍼스 내에서 신입생 환영회를 진행할 것을 권유하며 대외행사를 금지하였으나, 총학생회 측에서 이를 어기고 학생회 주도하에 학생들에게 회비를 걷어 진행하였고 이 과정에서 제대로 된 사전답사조차 하지 않은 채 금액이 낮은 곳을 선정하였다.
또한 신입생 환영회 장소가 원래 공표되었던 장소에서 급작스럽게 변경된 사실이 알려졌다. 총학생회에서 학생들에게 배포한 안내문에는 경주 켄싱턴리조트였으나 갑작스럽게 경주 마우나오션리조트로 변경되었다. 이에 대해 부산외국어대학교 사고대책본부는 당초 켄싱턴리조트를 예약하였지만 리조트 측에서 취소 통보를 해왔기 때문에 어쩔 수 없었다는 입장을 밝혔다. 그러나 숙박 여부가 확정되지 않은 예약 단계에서 총학생회가 켄싱턴리조트를 신입생 환영회 장소로 안내문에 못박은 것은 앞뒤가 맞지 않는다는 의혹도 있었고 이후 "켄싱턴리조트가 학생 수가 더 많은 다른 대학과 계약을 해 뒤늦게 예약취소를 하면서 어쩔 수 없이 마우나리조트를 선택했다"고 기존 입장을 되풀이하였다. 하지만 켄싱턴리조트 측에서는 "1월 부산외대를 포함한 대학 20곳 정도가 피크 시즌 예약을 위해 찾아왔다"며 "하지만 부산외대는 답사만 했지, 예약은 물론 계약금조차 낸 적이 없다"고 말해 진술이 엇갈렸다. 일부에서는 대학 측이 학생회와의 갈등으로 교통비 1,000만원 외에 별도의 재정지원을 하지 않아 상대적으로 가격이 저렴한 시설을 신입생 환영회 장소로 잡은게 아니냐는 의문이 제기되기도 하였으나, 대책본부 관계자는 "학생들이 묵은 숙소는 과거에 비해 가격이나 시설 면에서 손색이 없는 곳이었다"며 이같은 가능성을 일축하여 무엇때문에 장소를 급하게 바꾼 것인지 의혹을 증폭시켰다.
의문점은 사고 리조트가 신입생 행사를 대행한 이벤트업체가 계약을 하였지만 총학생회와 이벤트 업체는 명확한 계약서가 없는 데다 행사 장소도 이달 초 수차례나 변경되었다. 경찰과 부산외국어대학교 등에 따르면 총학생회는 신입생 환영회 행사를 위하여 전체 신입생 1,600명에게서 1인당 65,000원씩, 재학생 800명에게 1인당 3만원씩 총 1억 2,800만원을 참가비로 거두었다. 행사는 1차(2월 17~18일)와 2차(2월 18~19일)로 나누어 각각 1박 2일간 진행하기로 하였으며, 사고 당일에는 1,052명이 1차로 참석하였다. 하지만 총학생회 측 의뢰를 받은 이벤트 업체는 사고 리조트와 숙박비, 식대 등 모두 5,600만원에 계약한 것으로 알려졌다. 나머지 이벤트와 차량 비용 등 부대비용을 포함하더라도 행사 진행 비용으로는 과하였다는 지적이 일었다. 이에 경찰에서는 총학생회 측이 신입생 환영회 장소를 변경한 이유, 이벤트 업체와 학생회 간의 계약 내용과 이 과정에서 부당한 거래가 있었는지 등 각종 의혹에 대해서도 수사하기로 하였다.
총학생회의 태도 또한 논란이 되고 있다. 언론 및 외부인과의 접촉을 기피하고 장소 변경 과정 등에는 침묵하며 학교 측에 일부 책임을 미루고 마우나리조트의 안전 부실만 주장해 유가족과 학생들로부터 비난을 사고 있다.

### 코오롱에 관한 논란
사고 직후 마우나오션리조트를 운영하는 코오롱그룹의 회장 이웅열은 2월 18일 오후 12시 50분 임시 빈소가 마련된 울산 21세기 좋은병원을 찾아 "여러분이 겪으시는 고통을 제가 같이 나눠야 한다. 뭐든지 저희가 할 수 있는 것은 다하겠다"며 사과의 말을 건넸다. 그러나 사고 원인이 관리 소홀인지, 건물 부실인지를 묻는 취재진 질문에는 "원인을 파악 중이다"며, 리조트 건물의 보험 문제에 대해서는 "잘 모르겠다"고 대답해 유족들의 분통을 터트리게 하였다. 피해자 유가족들은 "진정한 마음으로 왔다면 제대로 사죄하고 가야 한다."며 "부하 직원들을 데리고 왔다가 그냥 가는 것은 언론플레이로밖에 비춰지지 않는다."며 분노했다.
또한 코오롱 측은 사고에 대비하여 재산종합보험을 가입하였지만 보험료 부담을 줄이기 위하여 한도를 낮게 설정했기 때문에 유족들이 받는 보험금이 미미하여 문제가 되고 있다. 건물이 붕괴된 재물손해에 대해서는 5억원 한도로 보상을 받을 수 있지만 사고는 인당이 아닌 건당 1억원으로 한도를 정해놨기 때문에 100명이 넘는 사상자가 발생한 이번 사고로 보험사에서 받을 수 있는 인명피해에 대한 보험금 총액은 1억원에 그쳐 1억원을 피해자 유족들이 나눠가져야 하는 상황이다. 코오롱과 대학교 보험금을 전부 합쳐도 1인당 6,000만원 정도이기 때문에 코오롱에서 자체적인 보상 마련을 해야 한다는 의견이 나오고 있다.

## 사고 이후

### 장례
사고 사망자 중의 한 명인 부산외국어대학교 학생 박주현씨의 장례식이 2014년 2월 20일 부산광역시 용호동 이기대성당에서 사망자 중 처음으로 치러졌다. 이후 2월 21일 부산외국어대학교 남산캠퍼스 체육관에서 학교장으로 치러졌다. 이벤트 업체 직원 최정운씨도 같은 날 오전 7시 20분 부산 좋은강안병원에서 모교인 경성대학교 동문회장으로 장례를 치렀다. 이로써 이번 사고로 사망한 10명에 대한 장례절차가 모두 마무리되었다.

### 수사 결과
대구지방검찰청 수사대책본부는 4월 18일 마우나오션리조트 임직원과 감리/설계/시공 관련 담당자 4명을 업무상 과실 치사 혐의로 구속 기소하고 4월 22일 수사 결과를 발표하였다.

## 같이 보기
- 부산외국어대학교
- 코오롱그룹